# المعهد الفرنسي للمغرب
المعهد الفرنسي في المغرب (بالفرنسية: Institut français du Maroc)،  هو شبكة ثقافية فرنسية في المغرب تتكون من اثنتا عشرة مؤسسة تقع في أكادير، الدار البيضاء، الجديدة، الصويرة، فاس، القنيطرة، مراكش، مكناس، وجدة، الرباط، طنجة وتطوان، بالإضافة إلى هوائي واحد للإذاعة يوجد في العرائش، وعضوية فرانكو-مغربية في الشبكة العالمية أليانس فرانسيز (بالفرنسية: Alliance française) موجودة في آسفي. كما يتضمن المعهد أيضاً البعثات الثقافية واللغوية والأكاديمية «لخدمة التعاون والعمل الثقافي» (بالفرنسية: Service de coopération et d’action culturelle) واختصارها (SCAC) من سفارة فرنسا، ومقرها في الرباط.

## مواقع المعهد

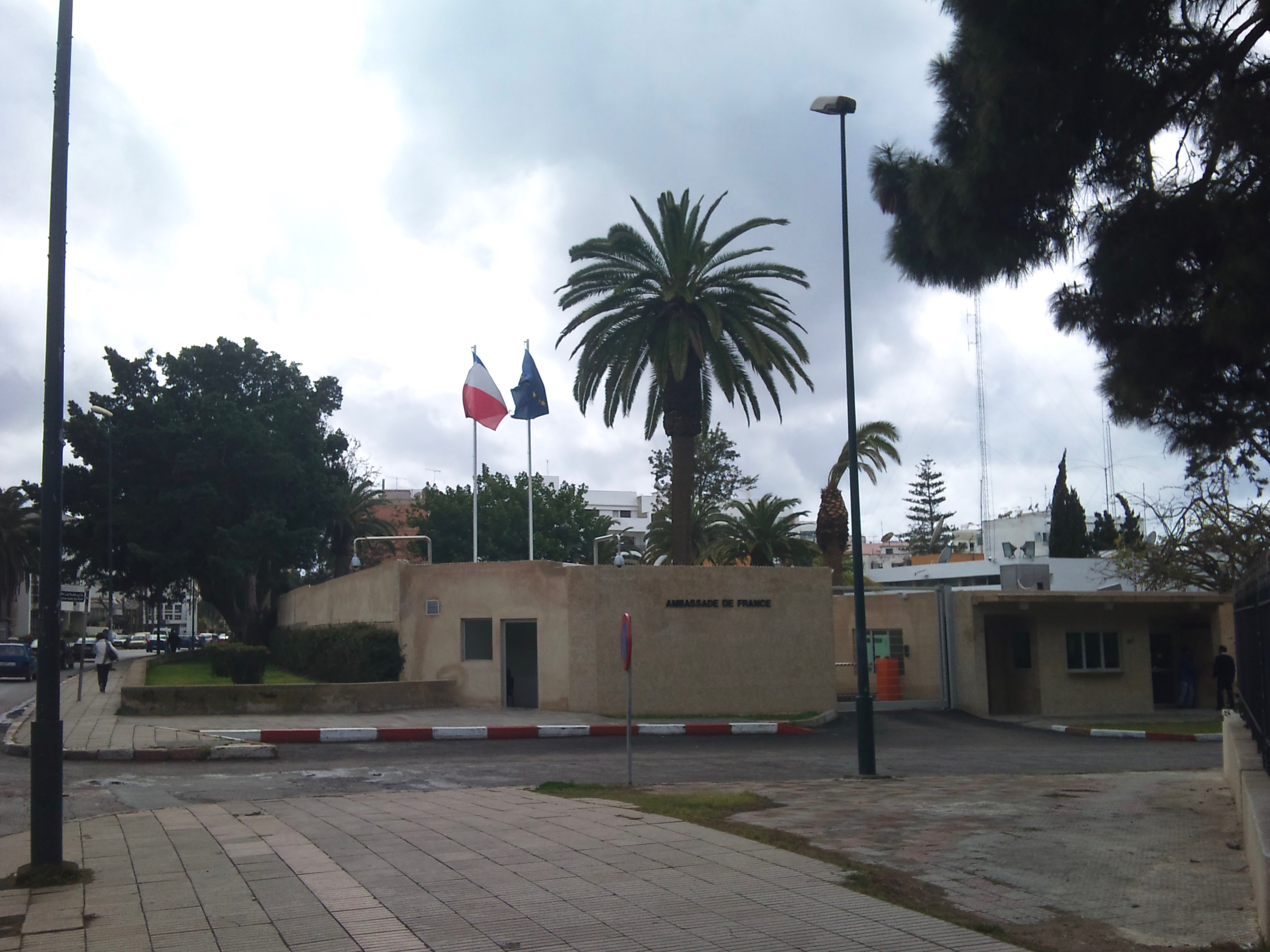
السفارة الفرنسية في الرباط.

المعهد الفرنسي في المغرب غني من خلال مواقعه الإثنا عشر المتنوعة، مما يُعطيه قيمة فريدة من نوعها تتكيف مع أهداف المعهد ومهامه. رسالة المعهد هي تفعيل العمل في المواقع الإثنا عشر لتقديم كل الخدمات العامة بنفس النوعية في المملكة المغربية، والسماح لكل المواقع بالعمل على الأراضي الوطنية وفي الوقت نفسه تعزيز الهوية الخصوصية المرتبطة بكل منطقة منهم.
يعتزم المعهد الفرنسي في المغرب من خلال أبعاده وتنظيمه أن يعمل أيضا على تعزيز التعاون مع شركائه وأن يدعم السياسات العامة على المستويين الوطني والمحلي.
المعهد الفرنسي في المغرب مؤسسة ذاتية الإدارة المالية، وعمله خدمة خارجية من سفارة فرنسا في المغرب، وهو يؤدي نشاطه في إطار اتفاق «شراكة التعاون الثقافي والتنمية» المُوقّعة بين فرنسا والمغرب في 25 تموز/ يوليو 2003م.

## الشراكات
المعهد الفرنسي في المغرب في شراكة مع عدة مُشغلين يقدمون الدعم في أداء مهامه لنشر التعاون والتدريب:
- المعهد الفرنسي (بالفرنسية: Institut français) في باريس.[2]
- المركز الدولي للدراسات التربوية (بالفرنسية: Centre international d'études pédagogiques) واختصاره (CIEP).[3]
- المعهد الوطني للفنون والحرف (بالفرنسية: Conservatoire national des arts et métiers) واختصاره (CNAM).[4]

## معلومات إضافية
وعلاوة على ما سبق، فإن مركز «جاك بيرك» لتنمية العلوم الإنسانية والاجتماعية في المغرب (بالفرنسية: Centre Jacques-Berque) واختصاره (JBC)  يقع مقره في الرباط، وهو يقوم بأنشطة بحثية في المغرب وموريتانيا وعلى نطاق أوسع في المغرب الكبير، ويتمحور بحثه حول 4 محاور تتقاطع مع جميع أنشطته تقريبًا:
- إجراءات عامة
- التاريخ والذاكرة
- حقائق دينية
- الإنتاج الثقافي

## مسؤولية التعليم الفرنسي في المغرب
مؤسسات التعليم الفرنسي في المغرب هي مسؤولية كل من:
1. الوكالة الفرنسية للتعليم في الخارج (بالفرنسية: Agence pour l'enseignement français à l'étranger) واختصارها (AEFE).[6]
2. المكتب المدرسي الجامعي الدولي (بالفرنسية: Office Scolaire et Universitaire International) واختصاره (OSUI) [7] المنبثق عن البعثة العلمانية الفرنسية.[8]

## وصلات خارجية
- الموقع الرسمي
- الثقافة والتعاون (SCAC) ، على موقع سفارة فرنسا.